# Chin Chin Gutierrez
Chin Chin Gutierrez (Manilla, 22 augustus 1969) is een Filipijns actrice. Gutierrez speelde haar eerste filmrol in 1992. Grote bekendheid kreeg ze in 2002 door haar rol als Venus in de Habang Kapiling Ka, een van de populairste soaps van de Filipijnen. Guierrez werd tweemaal genomineerd voor de FAMAS Award voor beste actrice. Ook won ze eenmaal een nominatie voor de FAMAS Award voor beste vrouwelijke bijrol. In 1995 won ze wel een Gawad Urian Award voor beste vrouwelijke bijrol voor haar rol als Marissa in 'Maalaala mo kaya: The Movie'. Ook voor haar televisiewerk viel ze in de prijzen. Zo won ze in 1996 de prijs voor beste actrice op de Asian Television Awards en in 1999 volgde een onderscheiding voor beste vrouwelijke bijrol op hetzelfde festival. Gutierrez zet zich naast haar werk als actrice in voor natuurbescherming. In april 2003 haalde ze daarmee de cover van Time Asia.